# Праудфут, Мэтт
Мэттью Крейг Праудфут (англ. Matthew Craig Proudfoot, род. 30 января 1972 года в Клерксдорпе) — шотландский регбист южноафриканского происхождения, выступавший на позиции пропа, и регбийный тренер. В 2019 году работал в тренерском штабе сборной ЮАР, выигравшей чемпионат мира. С 2020 по 2023 годы — тренер нападающих сборной Англии. С 2023 года помощник тренера сборной Намибии.

## Игровая карьера

### Клубная
В южноафриканских турнирах он выступал в составе клубов «Леопардс» и «Блю Буллз», в составе последних он отыграл свыше 20 матчей. Будучи игроком «Блю Буллз», он выступал в играх против второй сборной Шотландии и «Британских и ирландских львов». В сезоне 1997/1998 перебрался в Шотландию, где выступал за «Мелроуз». Некоторое время играл за «Эдинбург», позже вернулся в ЮАР.
Из-за травмы шеи пропустил весь сезон 1999/2000, но затем продолжил играть за команды «Леопардс» и «Блю Буллз». В 2003 году вернулся в Шотландию, став игроком «Глазго Уорриорз»: об этом хлопотал тренер клуба Хью Кэмпбелл.

### В сборной
В сборную Шотландии он попал благодаря тому, что его дед был шотландцем из Дамфриса. Дебютную игру он провёл 26 мая 1998 года против Фиджи в городе Сува в рамках летнего турне сборной Шотландии, а затем сыграл ещё два тест-матча против Австралии. 6 сентября 2003 года провёл свой четвёртый и последний матч за шотландскую сборную против Ирландии.
В 1997 году он сыграл за вторую сборную Шотландии в матче против второй сборной Англии, который завершился победой шотландцев. Игра состоялась в том же сезоне, что и его матч за «Блю Буллз» против второй шотландской сборной — таким образом, Праудфут установил уникальное личное достижение, сыграв в одном и том же сезоне за и против одной и той же сборной.

## Стиль игры
Отличался не только умением участвовать в схватках, но и хорошей игрой с мячом.

## Тренерская карьера
После игровой карьеры Праудфут был тренером нападающих в команде Северо-Западного университета ЮАР, клубе «Уэстерн Провинс» в Кубке Карри и клуба «Стормерз» в Супер Регби, а в 2015 году перешёл в японский клуб «Кобелко Стилерз» в тренерский штаб Джона Кутзее. 17 мая 2016 года было объявлено о переходе Праудфута в сборную ЮАР на должность помощника Расси Эразмуса, который в 2019 году выиграл чемпионат мира в Японии. 13 января 2020 года Праудфут вошёл в тренерский штаб сборной Англии на должность тренера нападающих в канун Кубка шести наций. В начале 2023 года после смены тренерского штаба Праудфут покинул сборную Англии.
24 июля 2023 года было объявлено о назначении Праудфута помощником Алистера Кутзее, главного тренера сборной Намибии, для подготовки к чемпионату мира 2023 года.